# Юхары-Маралян
Юхары-Маралян, также Юхары Маралъян (азерб. Yuxarı Maralyan) — село в Кархурлинской административно-территориальной единице Джебраильского района Азербайджана, расположенное на равнине в 16 км к юго-востоку от города Джебраил.

## Этимология
Согласно «Энциклопедическому словарю топонимов Азербайджана», название села, по данным некоторых исследователей, происходит от слова «маралуйлулар», означающего выходцев из села Маралуй в Иранском Азербайджана, которые, мигрировав на север в начале XIX века, обосновались здесь. Село состояло из двух сёл и Юхары-Маралян было расположено относительно выше. Второй компонент «Юхары» (Верхний) означает географическое расположение села. Таким образом, ойконим означает «расположенные выше маралуйцы».

## История
В годы Российской империи село Маральян, состоявшее из сёл Ашагы Маралян и Юхары-Маралян, входило в состав Джебраильского уезда Елизаветпольской губернии. По данным «Свода статистических данных о населении Закавказского края, извлеченных из посемейных списков 1886 года» в селе Маралиан Маралианского сельского округа было 97 дымов и проживал 405 азербайджанцев (указаны как «татары»), которые были шиитами по-вероисповеданию и крестьянами.
В советские годы село входило в состав Джебраильского района Азербайджанской ССР. В результате Первой карабахской войны в августе 1993 года перешло под контроль непризнанной Нагорно-Карабахской Республики.
Вечером 4 октября 2020 года, в эфире государственного телеканала АзТВ президент Азербайджана Ильхам Алиев в обращении к народу заявил, что «азербайджанская армия освободила» девять сёл Джебраилского района: Кархулу, Шукюрбейли, Черекен, Дашкесан, Хоровлу, Махмудлу, Джафарабад, Юхары-Маралян и Дажал. BBC сообщает, что все взятые, по данным Азербайджана, на юге сёла, судя по спутниковым снимкам, лежат в руинах и полностью или почти полностью заброшены с тех пор, как в начале 1990-х азербайджанское население их покинуло, спасаясь от наступавших армян.